# Jacobswoude
Jacobswoude là một đô thị (khu tự quản) cũ ở phía tây Hà Lan, ở tỉnh Zuid-Holland, Hà Lan. Đô thị này nay thuộc Kaag en Braassem. Trước khi sáp nhập với Alkemade, đô thị này có diện tích 41,37  km² (trong đó có 4,88  km² là diện tích mặt nước) gồm các cộng đồng Bilderdam, Hoogmade, Leimuiden, Rijnsaterwoude, và Woubrugge, dân số là 10.692 người (thời điểm 1 tháng 1 năm 2004).